# Нацисты-сёрфингисты должны умереть
«Нацисты-сёрфингисты должны умереть» (англ. Surf Nazis Must Die) — абсурдный низкобюджетный боевик режиссёра Питера Джорджа, снятый независимой компанией Troma Entertainment.

## Сюжет
Калифорния разрушена мощным землетрясением. В результате наступившего хаоса контроль над прибрежной полосой устанавливает группировка неонацистов-сёрфингистов под предводительством «Фюрера Нового пляжа» Адольфа, расправляющаяся с другими группировками сёрферов. Жертвой нацистов становится Лерой — рабочий-нефтяник. Мать Лероя вооружается, чтобы жестоко отомстить убийцам сына.

## Оценки
В своём обзоре фильма кинокритик Роджер Эберт признался, что покинул кинозал спустя полчаса после начала сеанса.